# Leontochroma aurantiacum
Leontochroma aurantiacum är en fjärilsart som beskrevs av Walsingham 1900. Leontochroma aurantiacum ingår i släktet Leontochroma och familjen vecklare. Inga underarter finns listade i Catalogue of Life.